# جک هیگینز
هری پترسون (به انگلیسی: Harry Patterson)؛ زادهٔ ۲۷ ژوئیهٔ ۱۹۲۹ – ٩ آوریل ٢٠٢٢) مشهور به جک هیگینز (به انگلیسی: Jack Higgins) نویسنده انگلیسی داستان‌های جنایی بود. هیگینز بیش از شصت رمان نوشته که بیشتر آنها آثار پرفروش بوده‌اند. مهمترین رمان او فرود عقاب (به انگلیسی: The Eagle Has Landed) بیش از پنجاه میلیون نسخه فروش داشته‌است. وی در انگلستان به دنیا آمد، ولی پس از جدایی والدینش به اتفاق مادرش روانه بلفاست شد و بیشتر سال‌های عمر خود را در آنجا گذراند. در محیطی مذهبی و مملو از خشونت بزرگ شد. تحصیلات خود را نیمه کاره رها کرد و وارد ارتش بریتانیا شد. بعدها تحصیلات خود را ادامه داد. وی با نام‌های دیگری مثل هری پترسون و هیو مارلو و جیمز گراهام هم کتاب منتشر کرده‌است.

## آثار ترجمه‌شده به فارسی
- پرواز عقاب، تهران، ترجمهٔ مجتبی عبدالله‌نژاد، تهران، هرمس، ۱۳۸۹
- فرود عقاب، تهران، ترجمهٔ مجتبی عبدالله‌نژاد، تهران، هرمس، ۱۳۸۹

## برخی آثار دیگر
- عقاب فرود آمد (The Eagle Has Landed, 1975)
- خشم خدا (Cry of the Hunter, 1960)
- آخرین جایی که خدا ساخت (The Last Place God Made, 1971)
- فصلی در جهنم (A Season in Hell, 1988)
- هزار چهرهٔ شب (The Thousand Faces of Night, 1961)
- نسیم غمگین دریا (Sad Wind from the Sea, 1959)
- شمعی برای مردگان (A Candle for the Dead, 1966)
- شرق اندوه (East of Desolation, 1968)
- یک ساعت قبل از نیمه شب (In the Hour Before Midnight, 1969)
- عقاب پرواز کرد (1991 ,The Eagle Has Flown)
- پرواز عقابها (1998,Flight of Eagles)
- شب روباه (1986 ,Night of the Fox)
- فرشتهٔ مرگ (Angel of Death, 1995)
- دختر رئیس‌جمهور (The President's Daughter, 1997)